# Burn the Stage: The Movie
Burn the Stage: The Movie (tiếng Hàn: 번 더 스테이지: 더 무비; Romaja: Beon Deo Seuteiji: Deo Mubi) là một bộ phim tài liệu âm nhạc Hàn Quốc năm 2018 được đạo diễn bởi Park Jun-soo và sản xuất bởi Yoon Ji-won. Xoay quanh cảnh hậu trường trong chuyến lưu diễn The Wings Tour năm 2017 của nhóm nhạc nam Hàn Quốc BTS, một sự kiện nổi tiếng với hơn nửa triệu người hâm mộ tham dự ở 19 quốc gia trên toàn cầu. Bộ phim được phát hành vào ngày 15 tháng 11 năm 2018 và phân phối bởi Trafalgar Releasing.
Vé xem có sẵn để đặt trước vào ngày 22 tháng 10, bộ phim được phát hành tại các rạp chiếu phim vào ngày 15 tháng 11 năm 2018 trong một khoảng thời gian giới hạn tại một số rạp chiếu phim nhất định. Đoạn giới thiệu cho bộ phim được phát hành vào ngày 23 tháng 10 năm 2018.
Do lượng yêu cầu cao, bộ phim đã trở lại các rạp chiếu phim ở một số quốc gia vào ngày 5 và 6 tháng 12 năm 2018. Trong lần phát sóng thứ hai, bộ phim đánh bại kỷ lục doanh thu phòng vé của One Direction cho sự kiện phim chiếu rạp được xem nhiều nhất sau khi bán được hơn 2 triệu vé.
Bộ phim được phát hành độc quyền trên YouTube Premium vào ngày 18 tháng 1 năm 2019.

## Nội dung
Bộ phim dài 85 phút có các buổi biểu diễn trực tiếp, điểm nổi bật của lễ trao giải, những khoảnh khắc ngoài sân khấu và các buổi phỏng vấn với 7 thành viên của BTS. Bộ phim xoay quanh cảnh hậu trường trong The Wings Tour để tiết lộ câu chuyện về hành trình trở thành một nhóm nhạc nổi tiếng.
Bộ phim mở đầu bằng cảnh quay của các nhân vật BT21 do BTS thiết kế và vài giây sau đó, người hâm mộ đồng loạt hô vang "BTS" và vẫy gậy phát sáng trong khi các thành viên đang biểu diễn trên sân khấu. Xuyên suốt bộ phim, BTS kể về những khó khăn và cuộc sống đời thường của một ngôi sao, cũng như những sự bất an mà họ phải đối mặt trong suốt chặng đường và mong muốn của họ để tiếp tục phát triển sự nghiệp và cải thiện với tư cách là một nghệ sĩ.

## Chuyển thể
Bộ phim được chuyển thể từ bộ phim tài liệu Burn the Stage năm 2018 của nhóm trên YouTube Premium. Tổng cộng có 8 tập, mỗi tập dài khoảng 30 phút. Ngoài ra, tập đầu tiên của chương trình đã trở thành video không phải âm nhạc được xem nhiều thứ mười trên YouTube ở Hàn Quốc.
| Tập | Tên                         | Ngày phát sóng   |
| --- | --------------------------- | ---------------- |
| 1   | I'd do it all               | 28 tháng 3, 2018 |
| 2   | You already have the answer | 28 tháng 3, 2018 |
| 3   | Just give me a smile        | 4 tháng 4, 2018  |
| 4   | It's on you and I           | 11 tháng 4, 2018 |
| 5   | I can't stop                | 18 tháng 4, 2018 |
| 6   | Moonchild                   | 25 tháng 4, 2018 |
| 7   | Best Of Me                  | 2 tháng 5, 2018  |
| 8   | I NEED YOU                  | 9 tháng 5, 2018  |

## Diễn viên
Dàn diễn viên là các thành viên của BTS với các nhân viên hậu trường xuất hiện vào những thời điểm nhất định.
- Kim Nam-joon
- Kim Seok-jin
- Min Yoon-gi
- Jung Ho-seok
- Park Jimin
- Kim Tae-hyung
- Jeon Jung-kook

## Phát hành

### Doanh thu phòng vé
Vào ngày công chiếu tại Hàn Quốc, bộ phim thu về 77.260 khán giả xem phim, trở thành bộ phim live-action đầu tiên của một thần tượng ra mắt trong top 10 doanh thu phòng vé ở vị trí số 5. Bao gồm cả 4 buổi chiếu còn lại trong tuần, bộ phim bán được tổng cộng 235.732 vé, đạt vị trí số 4 trong các phim ra mắt bán chạy nhất trong tuần. Bộ phim thu được 1,77 triệu USD trong 4 ngày đầu tiên bán vé.
Tại Hoa Kỳ, bộ phim tích lũy được 1,2 triệu USD vào ngày công chiếu với tổng doanh thu 3,54 triệu USD trong 3 ngày cuối tuần, phá vỡ kỷ lục cho bộ phim điện ảnh có doanh thu cao nhất mà nhóm nhạc One Direction từng thiết lập trước đó vào năm 2014. Bộ phim được xếp ở vị trí số 10 về doanh thu phòng vé mặc dù chỉ bán vé ở 620 địa điểm so với 2.000–4.000 địa điểm của những bộ phim có doanh thu hàng đầu khác.
Tại Nhật Bản, bộ phim được xếp ở vị trí số 6 về doanh thu phòng vé trong tuần đầu tiên ra mắt với tổng doanh thu 1.343.031 USD. Ở Anh, bộ phim được xếp ở vị trí số 6 với khoảng 830.000 USD và thu được 800.000 USD ở Đức và Áo. Ở Philippines và Indonesia, bộ phim bán được hơn 100.000 vé, ở Úc thu về 403.250 USD và được xếp ở vị trí số 4.
Số lượng đặt trước vé xem trên toàn cầu đạt gần 1 triệu. Bộ phim được phát hành tại 79 quốc gia và thu về tổng doanh thu 14 triệu USD trong tuần đầu tiên. Do lượng yêu cầu cao, bộ phim đã trở lại các rạp chiếu phim và thu về tổng doanh thu 20,34 triệu USD.

### Đánh giá chuyên môn
Siddhant Adlakha của Polygon cho biết bộ phim tập trung vào trọng tâm chính, thể hiện BTS trong sở trường của họ và cho thấy hình ảnh chân thực của họ trong các buổi hòa nhạc cũng như cuộc sống đời thường hàng ngày. Ông cũng chỉ ra một điểm thất vọng đáng chú ý đó là bộ phim vẫn chưa lột tả được hết khía cạnh biểu diễn và làm cho bộ phim có cảm giác như nó đang được đẩy đến phần cao trào nhưng không bao giờ xảy ra.
Gulf News cho biết bộ phim thể hiện sự gắn bó của các chàng trai với nhau, tất cả những tổn thương và khó khăn, cũng như bất chấp mọi áp lực mà họ có thể phải chịu đựng, họ vẫn có thể vui vẻ. MensXP cho biết thông qua bộ phim, người hâm mộ đã có thể biết được những câu chuyện diễn ra phía sau buổi biểu diễn của BTS và bộ phim là một "luồng không khí trong lành".
CelebMix gọi Burn the Stage: The Movie là một "bộ phim ấm áp thể hiện cảnh hậu trường trong những chuyến lưu diễn không ngừng nghỉ và lối sống bận rộn mà các thần tượng Hàn Quốc đang sống, [có] 7 chàng trai bình thường với niềm đam mê âm nhạc, đam mê biểu diễn, sự biết ơn lớn nhất dành cho những ARMY của họ."

## Lịch sử phát hành
| Quốc gia | Ngày phát hành    | Nguồn  |
| -------- | ----------------- | ------ |
| Toàn cầu | 15 tháng 11, 2018 | [ 23 ] |
| Ấn Độ    | 25 tháng 11, 2018 | [ 24 ] |